# Marion Clignet
Marion Clignet (ur. 22 lutego 1964 w Hyde Parku w USA) – francuska kolarka torowa i szosowa, dwukrotna wicemistrzyni olimpijska, złota medalistka szosowych mistrzostw świata i siedmiokrotna medalistka torowych mistrzostw świata.

## Kariera
Marion Clignet urodziła się w Stanach Zjednoczonych, ale jej rodzice są Francuzami i posiada podwójne obywatelstwo. Początkowo trenowała w USA, starając się wywalczyć miejsce w reprezentacji, jednak w wieku 22 lat zdiagnozowano u niej padaczkę. Z tego powodu nie dostała się do kadry USA na mistrzostwa świata w Maebashi w 1990 roku, w związku z czym postanowiła przeprowadzić się do Francji i od 1991 roku reprezentowała barwy tego kraju. Już w 1991 roku wspólnie z Nathalie Gendron, Catherine Marsal i Cécile Odin zdobyła złoty medal w drużynowej jeździe na czas podczas mistrzostw świata w Stuttgarcie. W tym samym mieście odbyły się również Mistrzostwa Świata w Kolarstwie Torowym 1991, na których Clignet zdobyła brązowy medal w indywidualnym wyścigu na dochodzenie, ulegając jedynie Niemce Petrze Rossner oraz Amerykance Janie Eickhoff. W 1992 roku wzięła udział w igrzyskach olimpijskich w Barcelonie, gdzie zajęła 33. miejsce w indywidualnej jeździe na czas, a rok później, podczas torowych mistrzostw świata w Hamar była druga w indywidualnym wyścigu na dochodzenie za Rebeccą Twigg z USA. W tej ostatniej konkurencji zdobyła złote medale na mistrzostwach świata w Palermo w 1994 roku i mistrzostwach w Manchesterze w 1996 roku. Igrzyska olimpijskie w Atlancie w 1996 roku przyniosły jej srebrny medal w indywidualnym wyścigu na dochodzenie, w którym uległa tylko Włoszce Antonelli Bellutti. Sukces ten Francuzka powtórzyła na igrzyskach w Sydney w 2000 roku, tym razem przegrywając z Leontien van Moorsel z Holandii. W międzyczasie Marion zdobyła złote medale w indywidualnym wyścigu na dochodzenie oraz wyścigu punktowym na mistrzostwach świata w Berlinie w 1999 roku. Ostatni medal zdobyła na mistrzostwach świata w Manchesterze w 2000 roku, gdzie zwyciężyła w wyścigu punktowym, wyprzedzając bezpośrednio Niemkę Judith Arndt i Rosjankę Olgę Slusariewą. Jej ostatnim sukcesem było zajęcie trzeciego miejsca w szosowym wyścigu Trophée des Grimpeurs w 2004 roku.